# Acacia burkei
Acacia burkei é uma espécie de leguminosa do gênero Acacia, pertencente à família Fabaceae.